# Supertaça Portuguesa de Futsal de 2018
A Supertaça Portuguesa de Futsal de 2018 foi a 21.ª edição da Supertaça Portuguesa de Futsal.
Opôs o campeão nacional Sporting CP, enquanto vencedor da Liga Sport Zone de 2017–18 e vencedor da Taça de Portugal de Futsal de 2017–18, ao GD Fabril, finalista vencido da Taça de Portugal de Futsal de 2017–18.
A partida foi disputada a 8 de setembro de 2018 no Pavilhão Municipal de Loulé, em Loulé. O Sporting venceu o troféu ao derrotar o Fabril por 11–0, conquistando assim a 8.ª Supertaça do seu palmarés.

## Historial
O Sporting qualificou-se para a sua 12.ª participação na Supertaça Portuguesa de Futsal, tendo anteriormente conquistado sete títulos na prova.
O GD Fabril, finalista vencido da Taça de Portugal da época anterior, qualificou-se para a sua 1.ª participação na Supertaça de Futsal, apesar de estar a competir no Campeonato Nacional da II Divisão de Futsal.

## Qualificação
O Sporting CP qualificou-se inicialmente para esta edição da Supertaça Portuguesa de Futsal enquanto vencedor da Taça de Portugal, após vencer o GD Fabril por 6–2 na final da competição a 13 de maio de 2018.
Ao sagrar-se campeão nacional a 31 de junho de 2018, após vitória por 3–2 (em jogos) frente ao SL Benfica na final da Liga Sport Zone de 2017–18, o Sporting CP qualificou-se como campeão nacional e entregou a vaga restante ao GD Fabril como finalista vencido da Taça de Portugal.

## Partida
| 8 de setembro de 2018 | Sporting Clube de Portugal | 11 – 0 | GD Fabril | Pavilhão Municipal de Loulé, Loulé |
|                       |                            |        |           |                                    |

## Campeão
| Supertaça Portuguesa de Futsal de 2018 |
| -------------------------------------- |
| Portugal                               |
| Sporting Clube de Portugal 8° Título   |